# Wildberg
Wildberg – miasto w Niemczech, w kraju związkowym Badenia-Wirtembergia, w rejencji Karlsruhe, w regionie Nordschwarzwald, w powiecie Calw. Leży w północnym Schwarzwaldzie, nad rzeką Nagold, ok. 10 km na południe od Calw, przy drodze krajowej B463.